# Jeanette Oppenheim
Pour les articles homonymes, voir Oppenheim (homonymie).
Jeanette Oppenheim, née le 14 août 1952 à Frederiksberg, est une femme politique danoise.
Membre du Parti populaire conservateur, elle siège au Parlement européen de 1984 à 1989.